# Rubén Eduardo Hallú
Rubén Eduardo Hallú (Buenos Aires, 16 de enero de 1951), veterinario y docente universitario argentino, fue rector de la Universidad de Buenos Aires (UBA) (2006-2013) , habiendo sido electo por la Asamblea Universitaria el 18 de diciembre de 2006 y reelegido el 14 de diciembre de 2009, sucedido por el Prof. Alberto E. Barbieri el 5 de diciembre de 2013.

## Biografía
En 1976 se recibió de médico veterinario en la Facultad de Ciencias Veterinarias de la Universidad de Buenos Aires, de la que fue decano en dos oportunidades. Se desempeñó como docente en la Universidad Nacional de Rosario, la Universidad Nacional de La Pampa y la propia Universidad de Buenos Aires.

## Rector
Fue elegido como rector de dicha universidad tras una sesión extraordinaria de la Asamblea Universitaria, desarrollada en el Congreso de la Nación, mientras estudiantes nucleados en la Federación Universitaria de Buenos Aires, estudiantes independientes y de las escuelas de educación secundaria dependientes de la UBA eran reprimidos por la policía en las afueras del parlamento. Su elección puso fin a ocho meses de virtual acefalía de la Universidad.
El 14 de diciembre de 2009 resultó reelegido por un nuevo periodo de cuatro años, cargo que asumió el 13 de abril de 2010.
Existieron trascendidos acerca de su supuesta candidatura a intendente de Vicente López, pero la misma no existió.· [cita requerida]